# Сареноя
Сареноя (фин. Saarenoja в верхнем течении Меликонйоки фин. Mielikonoja) — река на территории Финляндии и России, бо́льшая часть протекает в Южной Финляндии, 1 км в Выборгском районе Ленинградской области.

## География и гидрология
Исток Сареноя находится северо-западнее населённого пункта фин. Mielikonnitty. В верхнем течении река Сареноя называется Меликонйоки. Устье Сареноя находится при слиянии с рекой Холманйоки и образует Сторожевую. Российская части реки имеет протяжённость 1 км.
Система водного объекта: Сторожевая → Вуокса → Ладожское озеро → Нева → Балтийское море.

## Данные водного реестра
По данным государственного водного реестра России относится к Балтийскому бассейновому округу, водохозяйственный участок реки — Водные объекты бассейна оз. Ладожское без рр. Волхов, Свирь и Сясь, речной подбассейн реки — Нева и реки бассейна Ладожского озера (без подбассейна Свирь и Волхов, российская часть бассейнов). Относится к речному бассейну реки Нева (включая бассейны рек Онежского и Ладожского озера).
Код объекта в государственном водном реестре — 01040300212102000009508.